# Bûrândûkht
Pour les articles homonymes, voir Buran.
Bûrândûkht (persan : بوراندخت) est l'une des deux impératrices perses de la dynastie sassanide (morte en 632). Elle règne au total trois ans, en 630 et de 631 à 632.
Bûrândûkht est également dénommée Bûrân, Bōrān, Pōrān, Pūrān ou Pūrāndokht (signifiant « fille au visage rose »). Elle est, avec sa sœur Azarmedûkht, l'une des deux seules shâhdokhts (littéralement « fille du Shâh »), à monter sur le trône de la Perse sassanide. L'histoire des règnes des deux sœurs et au-delà de l'ensemble de la période 628-632 a fait l'objet d'une récente réinterprétation.

## Origine
Bûrândûkht est une fille de Khosro II. Selon Sébéos, elle aurait été épousée par Schahr-Barâz qui cherchait vraisemblablement à légitimer son accession au trône.

## Premier règne
Après les meurtres de Schahr-Barâz et du prétendant Khosro III, elle est proclamée impératrice à Ctésiphon, mais elle doit faire face à la tentative d'usurpation de Shapur V, le fils de son époux. 
S'appuyant sur le « Pahlav »  Farrukh Hormizd, ispahbud du Khorassan, Bûrândûkht essaie de stabiliser la situation de l'empire. Pour atteindre ce but, elle signe une paix définitive avec Byzance ; son ambassade, dirigée par le catholicos nestorien Ichoyahb II, traverse la Syrie première pour se rendre à la cour d'Héraclius à Alep.
Elle tente ensuite de revitaliser l'empire en améliorant la justice, en rétablissant les infrastructures, baissant les taxes et frappant de la monnaie. Elle ne réussit pas à mener à bien la restauration du pouvoir central, fortement affaibli par la guerre avec Rome et les guerres civiles (en). Mise en échec par le refus des gouverneurs de faire rentrer les taxes et par la révolte des provinces de l'est de l'empire et l'opposition de la noblesse des « Parsig » , Bôran abdique en faveur de sa sœur soutenue par ces derniers.

## Second règne
Après la mort de sa sœur Azarmedûkht, Bôran, selon Parvaneh Pourshariati, est rétablie sur le trône avec l'appui de Rostam Farrokhzad et des Ispahbudhān . Toutefois, les troupes sassanides sont défaites en 631 lors des combats de Namariq et de Kaskar contre les envahisseurs arabes. Lors de cette dernière bataille, les forces perses sont conduites par Nasri, le frère de Māhādharjushnas, le défunt régent d'Ardachir III, et Vinduyih et Tiruyih, les deux fils de Vistahm. Son général  Bahman Jādhuyih (en), connu sous le nom de Mardânshâh, obtient l'année suivante un premier et éphémère succès lors de la Bataille du pont . La reine meurt de maladie à Ctésiphon après deux ans de règne, alors que son empire allait devoir faire face à la poursuite de l'offensive des troupes musulmanes.

## Bôran dans la tradition
Apprenant son intronisation, le prophète de l'islam, Muhammad, aurait déclaré la chose suivante : « Un peuple qui met à la direction de ses affaires une femme ne connaîtra point la réussite ».
Bôran est décrite comme une reine sage, juste et à la nature généreuse, et ses qualités sont évoquées par le grand poète Ferdowsi dans son œuvre, le Shâh Nâmâ, qui note son esprit de justice et d’aide aux paysans.
Mirkhond, historien perse du XIVe siècle, lui assigne un règne d'une durée totale de un an et quatre mois. Il indique qu'elle avait fait exécuter les responsables de la mort de son père et qu'elle avait restitué la Vraie Croix à l'empereur Héraclius. De son côté, l'historien arménien contemporain Sébéos, qui semble la confondre avec sa sœur, précise qu'elle aurait fait tuer un certain « Xorhox Ormudz un prince d’Atropatène » que les nobles avaient désigné comme roi et qui voulait s'imposer à elle comme époux. Mirkhond attribue, sans doute à juste titre, l'épisode du meurtre d'un prétendant-époux à sa sœur cadette Azarmedûkht .